# Parc nacional Cedar Bay
Cedar Bay és un parc nacional que es troba a Queensland (Austràlia), situat a 1522 km al nord-oest de Brisbane i al sud de Cooktown. El parc té una àrea de 56,50 km² i fou creat l'any 1977. Era conegut com el Parc Nacional de la Muntanya Finnigan abans de ser ampliat. Actualment és administrat pel Servei per a la Vida Salvatge de Queensland.
L'any 1986 va ser inclòs dins de la llista de llocs del Patrimoni de la Humanitat de la Unesco sota la denominació conjunta Tròpics humits de Queensland.
Aquesta regió, coberta principalment per boscos humits, tropicals s'estén al llarg de la costa nord-est d'Austràlia. Aquest biòtop alberga un conjunt molt complet i variat de plantes, marsupials i ocells cantaires, així com tot un seguit d'espècies rares, vegetals i animals, en perill d'extinció.
La major part del parc nacional està coberta per selva humida.

## Activitats
El parc conté algunes de les selves tropicals més al nord d'Austràlia. L'observació dels ocells més comuns és una activitat popular. Es permet acampar al parc, però, la pesca i la recol·lecció estan prohibits. La pista única per caminar al parc era una antiga pista utilitzada pels miners d'estany. És inaccessible per a tots els caminants, però són utilitzats.